# Х.Д.
Хилда Дулитъл (на английски: Hilda Doolittle) е американска поетеса и писателка, пишеща под псевдонима Х.Д.
Тя е позната като една от видните представители на американското авангардно течение имажизъм и свързана с други представители на това течение, като поетите Езра Паунд и Ричард Олдингтън. Имажисткият модел е съчетание от идиомите, ритмите и яснотата на разговорния език и свободата на автора да избере темата, на която да се посвети в писането. Късните трудове на Х.Д. разгръщат тази естетика в една по-феминизирана версия на модернизма.

## Биография и творчество
Хилда Дулитъл е родена в Пенсилвания през 1886 г. и се преселва в Лондон пред 1911 г. Работите ѝ там ѝ осигуряват почетно място в средите на създаващото се имажистко движение. В Лондон Х.Д. е под закрилата на Езра Паунд, който играе важна роля за нейната кариера. В периода 1916-1917 г. е литературен редактор на списание Егоист. В същото време нейни стихотворения се отпечатват в списанията Инглиш Ривю и Трансатлантик Ривю. Братът на Х.Д. умира в Първата световна война, по същото време се разпада и бракът ѝ с поета Ричард Олдингтън. Тези две събития ще окажат силно влияние върху по-нататъшната ѝ поезия: според един от най-авторитетните изследователи на имажизма, Глен Хюз, в по-нататъшните ѝ стихотворения „Самота извира от всяка строфа“. Х.Д. силно се интересува от древногръцка поезия и митология, от които тя заимства някои теми. Характерно за трудовете ѝ е включването на природни обекти и пейзажи, които изразяват определени чувства или настроения.
Хилда Дулитъл се свързва и сприятелява със Зигмунд Фройд, под чието ръководство двамата изследват нейната бисексуалност. Х.Д. има сключен един брак, а през живота си е имала няколко хетеро- и хомосексуални връзки. С поведението си, демонстриращо липса на необходимост да оправдава сексуалността си, тя се превръща в един от символите на по-късното ЛГБТ движение, както и на феминисткото движение. За това спомагат и преоткритите през 1970-те и 1980-те нейни стихотворения, есета, писма, пиеси.

### Сборници с поезия
- Sea Garden (1916)
- The God (1917)
- Translations (1920)
- Hymen (1921)
- Heliodora and Other Poems (1924)
- Hippolytus Temporizes (1927)
- Red Roses for Bronze (1932)
- The Walls Do Not Fall (1944)
- Tribute to the Angels (1945)
- Trilogy (1946)
- The Flowering of the Rod (1946)
- By Avon River (1949)
- Helen in Egypt, New Directions (1961)
- Hermetic Definition, New Directions (1972)
- Vale Ave, New Directions (написана 1957-58, публикувана 2013)

### Белетристика
- Notes on Thought and Vision (1919)
- Paint it Today (написана 1921, публикувана 1992)
- Asphodel (написана 1921–22, публикувана 1992)
- Palimpsest (1926)
- Kora and Ka (1930)
- Nights (1935)
- The Hedgehog (1936)
- Tribute to Freud (1956)
- Bid Me to Live (1960)
- End to Torment: A Memoir of Ezra Pound, New Directions (1979)
- HERmione, New Directions (1981)
- The Gift, New Directions (1982)
- Majic Ring (написана 1943–44, публикувана 2009)
- Pilate's Wife (написана 1929-1934, публикувана 2000)
- The Sword Went Out to Sea (написана 1948, публикувана 2009)
- White Rose and the Red (написана 1948, публикувана 2009)
- The Mystery (написана 1948–51, публикувана 2009)